# Cavalo do pensamento
O cavalo do pensamento é um ser mítico das lendas portuguesas. O cavalo do pensamento deita fogo pelos olhos e pela boca e cavalga "pelos ares fora" a grande velocidade. Este cavalo aparece nas lendas dos mouros encantados.[carece de fontes?]